# Jamel Comedy Kids
Le Jamel Comedy Kids est une émission française de télévision, diffusée à partir du 19 décembre 2016 sur Canal+.
Présentée par Jamel Debbouze, elle met en scène des enfants dans des sketchs de stand-up.

## Description
Programmée pendant les vacances de noël 2016 à la place du Grand Journal , l'émission est une déclinaison du Jamel Comedy Club. Chaque soir, six enfants âgés de 4 à 12 ans interprètent un sketch d'un humoriste célèbre. L'émission est diffusée du 19 au 23 décembre, à 19 h 40 sur Canal+.

## Émissions
| Numéro | Date                      | Participants                                         | Parrain          | Audiences       | Audiences | Réf.  |
| Numéro | Date                      | Participants                                         | Parrain          | Téléspectateurs | PdM       | Réf.  |
| ------ | ------------------------- | ---------------------------------------------------- | ---------------- | --------------- | --------- | ----- |
| 1      | Lundi 19 décembre 2016    | Jules, Charlie, Kaijo, Mohamed, Francesca, Alia      | Kev Adams        | 456 000         | 1,8 %     | [ 3 ] |
| 2      | Mardi 20 décembre 2016    | Djenae, Julia, Naël & Rayan, Valentina, Kylian, Adam | Ahmed Sylla      | 283 000         | 1,2 %     | [ 4 ] |
| 3      | Mercredi 21 décembre 2016 | Lisian, Ily, Jules, Alyssia, Shanna, Louzolo         | Anthony Kavanagh | 227 000         | 1,0 %     | [ 5 ] |
| 4      | Jeudi 22 décembre 2016    | Marko, Zina, Luca, Fanta, Kalissa, Thomas            | Éric Antoine     | 244 000         | 1,0 %     | [ 6 ] |
| 5      | Vendredi 23 décembre 2016 | Shyrelle, Paul, Lina, Maxime-Diego, Janis, Maël      | Élie Semoun      | 215 000         | 1,0 %     | [ 7 ] |